# 2004 au Maroc
Chronologie du Maroc
- 2000
- 2001
- 2002
- 2003
- 2004
- 2005
- 2006
- 2007
- 2008

Cet article présente les faits marquants de l'année 2004 au Maroc ou relatifs au Maroc.

## Chronologie
- 24 février 2024  : un séisme d'une magnitude de 6,4 sur l'échelle de Richter frappe la région de peuplement berbère d'Al-Hoceima, sur la côte méditerranéenne. Le bilan est estimé à près de six cents morts.
- 28 juin 2004 : la Fédération nationale des syndicats des pharmaciens du Maroc menace de faire la grève en protestation contre le projet de loi, portant le Code de la pharmacie, préparé par le ministre de la Santé Mohamed Cheikh Biadillah. Le Maroc compte à cette date 7 000 pharmacies.